# V10

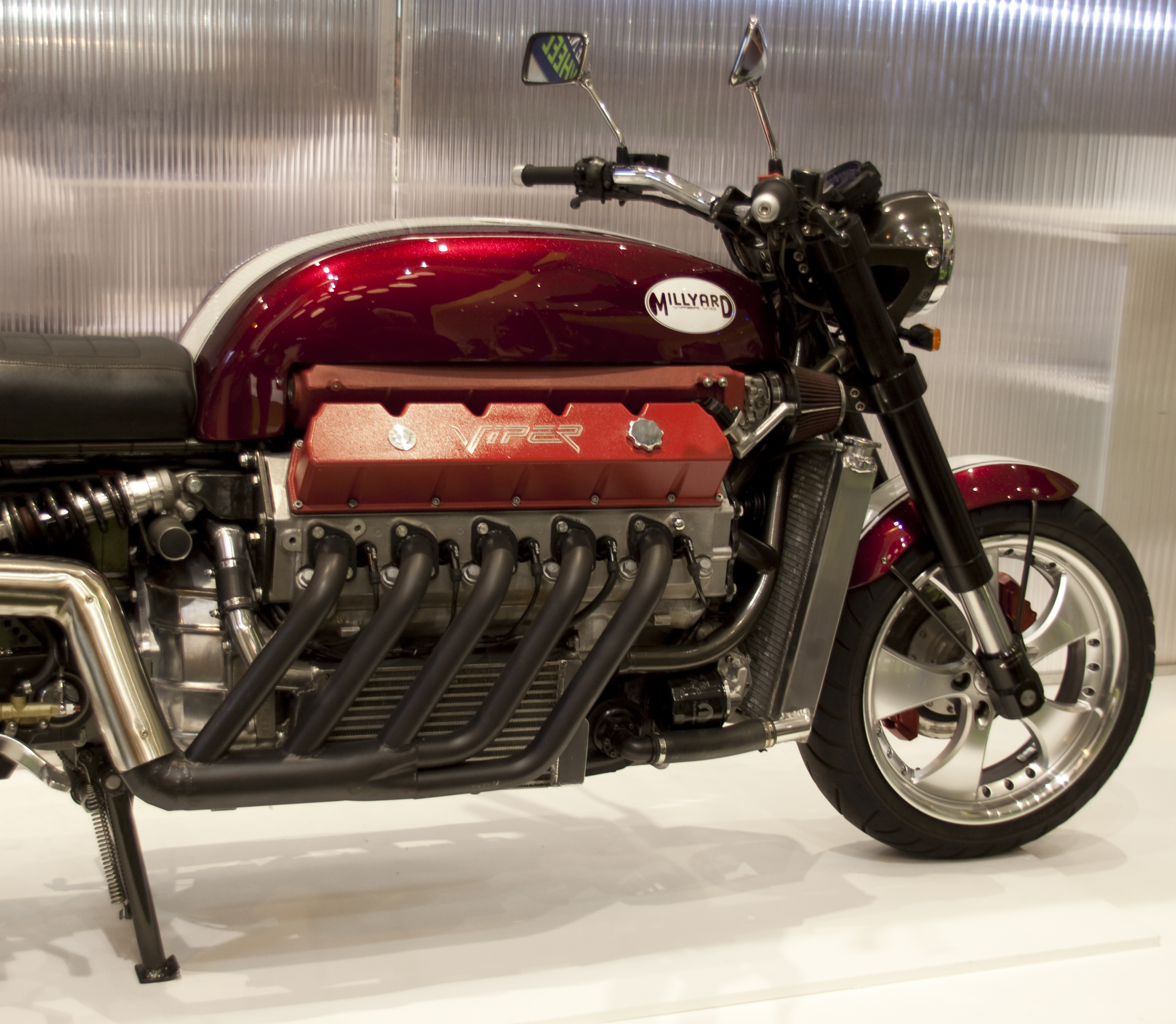

V10 – oznaczenie silnika widlastego (układ V) składającego się z dziesięciu cylindrów. Silniki takie (zależnie od konstrukcji) osiągają moc rzędu 500 KM. W różnych konstrukcjach można spotkać różny rozstaw układu V, począwszy od 90 stopni (BMW M5, Dodge Viper) do 72 stopni (Lamborghini Gallardo, Lexus LFA, Ford 6.8 V10).